# Joseph Segar

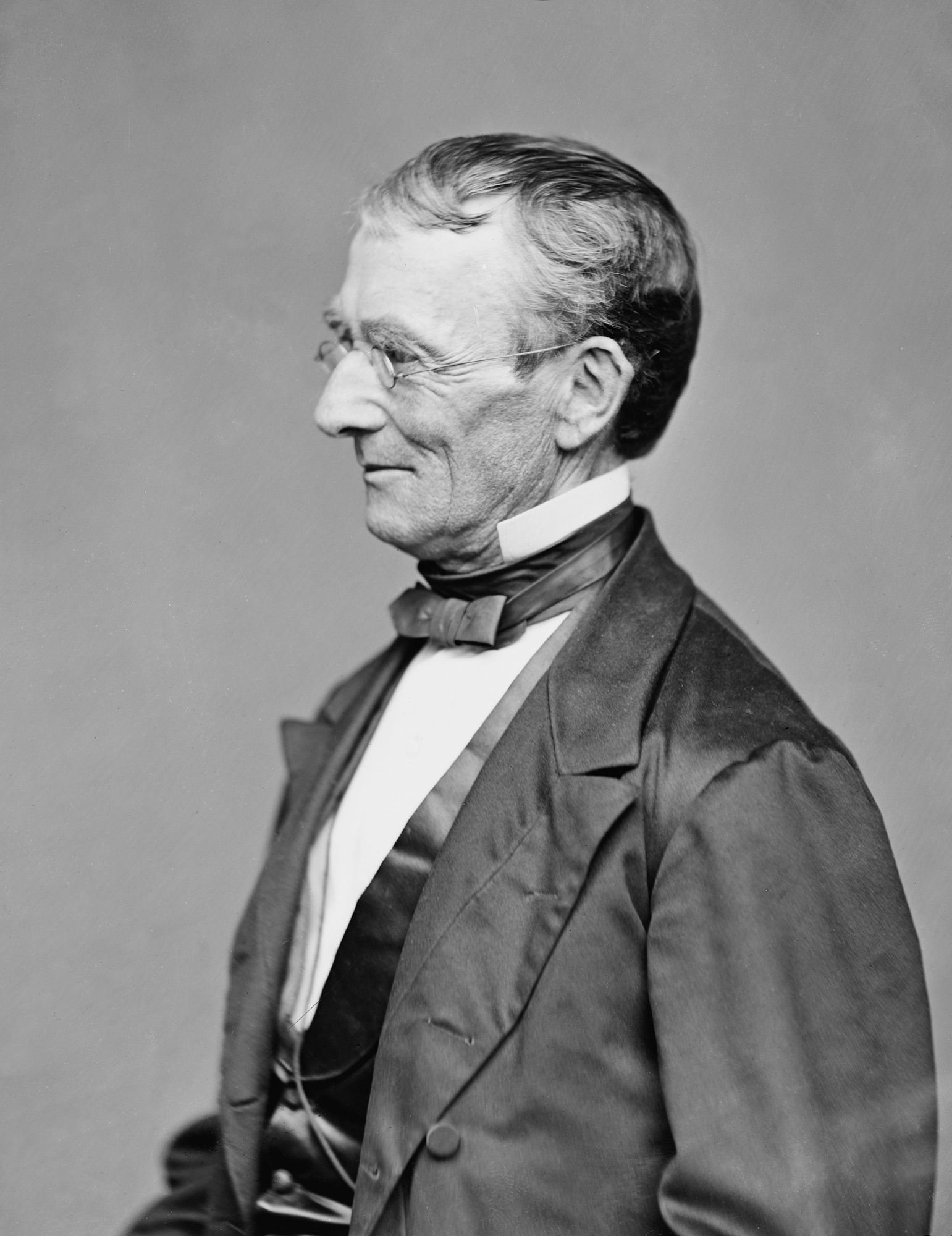
Joseph Segar

Joseph Eggleston Segar (* 1. Juni 1804 im King William County, Virginia; † 30. April 1880 auf See) war ein US-amerikanischer Politiker. In den Jahren 1862 und 1863 vertrat er den Bundesstaat Virginia im US-Repräsentantenhaus.

## Leben
Joseph Segar besuchte die öffentlichen Schulen seiner Heimat. Nach einem anschließenden Jurastudium und seiner Zulassung als Rechtsanwalt begann er in diesem Beruf zu arbeiten. Gleichzeitig schlug er eine politische Laufbahn ein. In seiner Heimat bekleidete er einige lokale Ämter. In den Jahren 1836 bis 1838, 1848 bis 1852 und 1855 bis 1861 saß er im Abgeordnetenhaus von Virginia. Politisch war er als Unionist ein Gegner der Abspaltung des Staates Virginia von der Union.
Am 24. Oktober 1861 wurde er von unionstreuen Bürgern in Virginia für den ersten Sitz seines Staates in den Kongress in Washington, D.C. gewählt. Dort wurde er zunächst einmal abgelehnt. Nach einer neuerlichen Wahl wurde er am 15. März 1862 doch im Kongress zugelassen, wo er bis zum 3. März 1863 die laufende Legislaturperiode beendete. Diese Zeit war vom Bürgerkrieg geprägt. Segar wurde auch im Jahr 1862 als Unionist in den Kongress gewählt, dort aber endgültig nicht mehr zugelassen, weil sein Heimatstaat Virginia die Union bekämpfte. Im Februar 1865 wurde er in den US-Senat gewählt und dort aus den gleichen Gründen ebenfalls abgelehnt.
Inzwischen hatte sich Joseph Segar der Republikanischen Partei angeschlossen. 1868 wurde er erneut in den Kongress gewählt und dort wieder nicht zugelassen, weil die Anzahl der Mandate für Virginia zu Gunsten des neu gegründeten Staates West Virginia reduziert worden war. Im Jahr 1876 bewarb er sich erfolglos um den Einzug in das US-Repräsentantenhaus. Zwischen 1877 und 1880 war Segar Mitglied der Spanish Claims Commission. Er starb am 30. April 1880 auf einem Dampfschiff auf dem Weg von Norfolk nach Washington.